# Campeonato Europeo de Ciclismo en Pista
El Campeonato Europeo de Ciclismo en Pista es la competición de ciclismo en pista más importante a nivel europeo. Es organizado anualmente por la Unión Europea de Ciclismo (UEC) desde 2010.

## Ediciones
| Núm.  | Año  | Sede           | País           | Velódromo                                       |
| ----- | ---- | -------------- | -------------- | ----------------------------------------------- |
| I     | 2010 | Pruszków       | Polonia        | Arena BGZ                                       |
| II    | 2011 | Apeldoorn      | Países Bajos   | Omnisport Apeldoorn                             |
| III   | 2012 | Panevėžys      | Lituania       | Cido Arena                                      |
| IV    | 2013 | Apeldoorn      | Países Bajos   | Omnisport Apeldoorn                             |
| V     | 2014 | Baie-Mahault   | Francia        | Velódromo Amédée Detraux                        |
| VI    | 2015 | Grenchen       | Suiza          | Velódromo Suiza                                 |
| VII   | 2016 | Saint-Quentin  | Francia        | Velódromo Nacional de Saint-Quentin-en-Yvelines |
| VIII  | 2017 | Berlín         | Alemania       | Velodrom                                        |
| IX    | 2018 | Glasgow        | Reino Unido    | Velódromo Sir Chris Hoy                         |
| X     | 2019 | Apeldoorn      | Países Bajos   | Omnisport Apeldoorn                             |
| XI    | 2020 | Plovdiv        | Bulgaria       | Kolodrum                                        |
| XII   | 2021 | Grenchen       | Suiza          | Velódromo Suiza                                 |
| XIII  | 2022 | Múnich         | Alemania       | Messe München                                   |
| XIV   | 2023 | Grenchen       | Suiza          | Velódromo Suiza                                 |
| XV    | 2024 | Apeldoorn      | Países Bajos   | Omnisport Apeldoorn                             |
| XVI   | 2025 | Heusden-Zolder | Bélgica        | Velódromo de Limburgo Heusden-Zolder            |
| XVII  | 2026 | Konya          | Turquía        |                                                 |
| XVIII | 2027 | Por determinar | Por determinar |                                                 |
| XIX   | 2028 | Heusden-Zolder | Bélgica        | Velódromo de Limburgo Heusden-Zolder            |

## Medallero histórico
- Actualizado a Heusden-Zolder 2025 (incluye la prueba de medio fondo de la edición de 2017).

| Núm. | País            | Oro | Plata | Bronce | Total |
| ---- | --------------- | --- | ----- | ------ | ----- |
| 1    | Reino Unido     | 57  | 40    | 32     | 129   |
| 2    | Alemania        | 47  | 47    | 38     | 132   |
| 3    | Países Bajos    | 44  | 27    | 37     | 108   |
| 4    | Francia         | 32  | 37    | 38     | 107   |
| 5    | Rusia           | 32  | 30    | 32     | 94    |
| 6    | Italia          | 27  | 29    | 25     | 81    |
| 7    | Dinamarca       | 11  | 12    | 8      | 31    |
| 8    | Bélgica         | 10  | 17    | 12     | 39    |
| 9    | España          | 9   | 8     | 7      | 24    |
| 10   | Polonia         | 8   | 16    | 23     | 47    |
| 11   | Portugal        | 8   | 10    | 7      | 25    |
| 12   | Lituania        | 5   | 4     | 8      | 17    |
| 13   | República Checa | 5   | 2     | 8      | 15    |
| 14   | Ucrania         | 4   | 9     | 14     | 27    |
| 15   | Noruega         | 4   | 1     | 0      | 5     |
| 16   | Suiza           | 3   | 7     | 6      | 16    |
| 17   | Bielorrusia     | 2   | 7     | 6      | 15    |
| 18   | Irlanda         | 1   | 2     | 4      | 7     |
| 19   | Austria         | 1   | 1     | 1      | 3     |
| 20   | Grecia          | 0   | 3     | 3      | 6     |
| 21   | Israel          | 0   | 1     | 1      | 2     |
| 22   | Hungría         | 0   | 1     | 0      | 1     |
| 23   | Rumania         | 0   | 0     | 1      | 1     |
|      | TOTAL           | 310 | 311   | 311    | 932   |

1. ↑  Incluye las medallas obtenidas como «Atletas Individuales Neutrales» (AIN).